# آنیا پرشن
آنیا سوفیا تس پَرشُن (به سوئدی: Anja Sofia Tess Pärson) (زاده ۲۵ آوریل ۱۹۸۱) اسکی‌باز سابق آلپاین سوئدی است. او دارنده یک مدال طلای المپیک و هفت مدال طلای مسابقه‌های جهانی می‌باشد.

## زندگی شخصی
آنیا پرشن آشکارا همجنس‌گراست. او در ژوئن ۲۰۱۲ در برنامه‌ای رادیویی در رادیو سوئد اعلام کرد که در پنج سال گذشته با زنی در رابطه بوده است و آن‌ها بزودی صاحب فرزندی خواهند شد. پسر آن‌ها، الویس در ۴ ژوئیهٔ همان سال متولد شد. آنیا پرشن و شریک زندگیش، فیلیپا ردین در ۲ اوت ۲۰۱۴ در اومئو ازدواج کردند.